# Caprimulgus longipennis
Il succiacapre dal bilanciere o succiacapre vessillario (Caprimulgus longipennis Shaw 1796) è un uccello della famiglia caprimulgidae.

## Descrizione
Il succiacapre dal bilanciere misura tra i 21 e i 25 centimetri di lunghezza e pesa tra 60 e i 90 grammi. Il maschio è facilmente distinguibile durante la stagione riproduttiva poiché ha due lunghe e particolari penne che spuntano dalle ali che possono misurare fino a 78 centimetri di lunghezza. Queste penne servono per un’esibizione di volo per attrarre la femmina, quindi, con la fine della stagione riproduttiva, il succiacapre dal bilanciere le perde.
Negli altri periodi non ci sono distinzioni tra il piumaggio del maschio e quello della femmina che rimangono sul grigio-marrone.

## Alimentazione
Si nutre di insetti cacciando in piccoli gruppi.

## Distribuzione e habitat
Vive nell’Africa subsahariana. Abita le foreste e le savane.